# NGC 6236
NGC 6236 (również PGC 58891 lub UGC 10546) – galaktyka spiralna z poprzeczką (SBc), znajdująca się w gwiazdozbiorze Smoka. Odkrył ją Lewis A. Swift 28 czerwca 1884 roku.